# Elecciones presidenciales de Islandia de 2024
Las elecciones presidenciales en Islandia se celebraron el 1 de junio de 2024. El presidente Guðni Thorlacius Jóhannesson anunció que no buscaría un tercer mandato.

## Antecedentes
En las elecciones presidenciales anteriores, el 27 de junio de 2020, el presidente actual, Guðni Thorlacius Jóhannesson  fue reelegido para un segundo mandato de cuatro años con el 92% de los votos. El cargo de Presidente no tiene un límite de mandatos; sin embargo, a pesar de ser elegible para un tercer mandato, Guðni anunció en su discurso de año nuevo al pueblo islandés el 1 de enero de 2024 que no volvería a postularse a nuevas elecciones.

## Sistema electoral
El presidente de Islandia es elegido mediante votación previa, y se necesita una mayoría simple de votos para ganar. Los candidatos deben ser ciudadanos de nacionalidad islandesa y tener al menos 35 años para el día de las elecciones.

## Candidatos
Los posibles candidatos presidenciales tenían hasta el 26 de abril de 2024 para recolectar más de 1.500 firmas de votantes para asegurar el acceso a las boletas. 80 candidatos buscaron las firmas de los votantes hasta la fecha límite del 26 de abril de 2024. Las siguientes personas han recibido atención de los medios por su posible candidatura al cargo de presidente. El 29 de abril de 2024, la Comisión Electoral Nacional anunció qué candidatos habían obtenido acceso a las boletas. 
- Arnar Þór Jónsson, exjuez[7]
- Ásdís Rán Gunnarsdóttir, modelo y emprendedora
- Ástþór Magnússon, empresario y activista por la paz, más conocido como candidato perenne[8]
- Baldur Þórhallsson, profesor de ciencias políticas
- Eiríkur Ingi Jóhannsson, ingeniero
- Halla Hrund Logadóttir, comisionada de Energía de Islandia y profesora adjunta en la Universidad de Harvard
- Helga Þóórisdóttir, comisionada de Protección de Datos
- Jón Gnarr, actor, comediante y alcalde de Reikiavik (2010-2014)
- Katrín Jakobsdóttir, primera ministra de Islandia (2017-2024)[9]
- Steinunn Ólína Þorsteinsdóttir, actriz, presentadora de televisión, productora y escritora, esposa de Stefán Karl Stefánsson